# الرابطة البرلمانية 2013–14
الرابطة البرلمانية 2013–14 (بالإنجليزية: 2013–14 Isthmian League)‏ هو موسم من دوري إسثميان. كان عدد الأندية المشاركة فيه 66، وفاز فيه نادي ويلدستون لكرة القدم.